# Christopher Dahl
Christopher Dahl (Oslo, 8 de dezembro de 1898 — 26 de dezembro de 1966) foi um velejador norueguês, campeão olímpico. Ele competiu nos Jogos Olímpicos de Verão de 1924 na classe 6 Metre e conquistou a medalha de ouro a bordo do Elisabeth V com Anders Lundgren e Eugen Lunde.